# Rick Boucher
Frederick Carlyle "Rick" Boucher [ˈbaʊtʃər], född 1 augusti 1946 i Abingdon, Virginia, är en amerikansk demokratisk politiker. Han representerade delstaten Virginias nionde distrikt i USA:s representanthus 1983–2011.
Boucher avlade kandidatexamen vid Roanoke College och juristexamen vid University of Virginia Law School. Han har arbetat som advokat både i New York och i Virginia. Han var ledamot av delstatens senat i Virginia i sju år innan han blev ledamot av USA:s representanthus. I 1982 års kongressval besegrade han den sittande kongressledamoten William C. Wampler. Boucher omvaldes tretton gånger innan han 2010 förlorade mot Morgan Griffith.
Han gifte sig 3 juni 2006 med Amy Hauslohner. Boucher är metodist.